# Marcelo Campo
Pour les articles homonymes, voir Campo.
Marcelo Campo, né le 1er juillet 1957 à Quilmes (Argentine) et mort le 26 juin 2021, est un joueur de rugby argentin, évoluant au poste d'ailier.

## Carrière

### équipe nationale
Marcelo Campo a connu 14 sélections internationales en équipe d'Argentine, il fait ses débuts  le 24 octobre 1978 contre l'équipe de France. Sa dernière apparition comme Puma a lieu le 1er juin 1987 contre les All Blacks. 

## Palmarès

### Sélections nationales
- 14 sélections en équipe d'Argentine
- Nombre de sélections par année : 1 en 1978, 2 en 1979, 1 en 1980, 3 en 1981, 3 en 1982, 2 en 1983, 2 en 1987

- Participation à la Coupe du monde de rugby 1987 : 2 matchs disputés comme titulaire.